# 奧勒提斯的保薩尼亞斯
保萨尼亚斯（希臘語：Παυσανίας）亚历山大大帝之父腓力二世的近身护卫官。
公元前336年夏，马其顿王室聚集于旧都埃格，庆祝伊庇鲁斯的亚历山大一世和腓力女儿克丽奥佩脱拉的婚礼。当腓力二世进入剧院时保萨尼亚斯将其刺杀，但随后企图逃走，被腓力的卫士佩爾狄卡斯與列昂納托斯所杀。